# Metacinabri
El metacinabri és un mineral de la classe dels sulfurs. Rep el seu nom del grec meta i kinnabari, basant-se en la seva associació i composició química semblant a la del cinabri. Pertany al grup esfalerita de minerals.

## Característiques

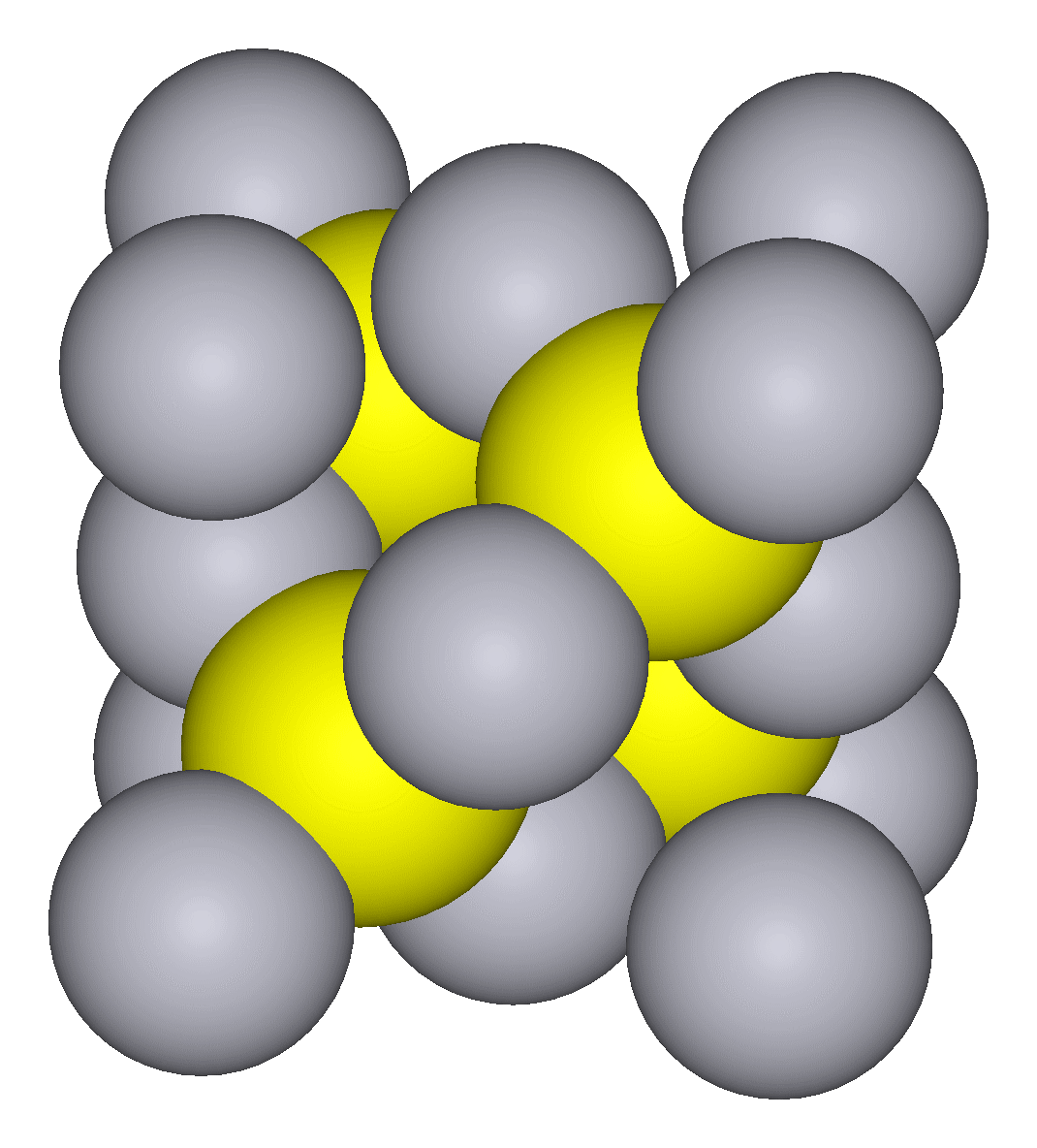
Estructura cristal·lina del metacinabri

El metacinabri és un sulfur amb fórmula química HgS, polimorf del cinabri i l'hipercinabri. És de color gris o gris fosc, i la seva ratlla és negra. Cristal·litza en el sistema isomètric, a diferència del cinabri que ho fa en el trigonal, i de l'hipercinabri que ho fa en l'hexagonal. Ho fa en petits i generalment distorsionats cristalls equidimensionals en forma de complexos tetràedres i piritoedres. Els cristalls són de vegades arrodonits i generalment estriats. També cristal·litza de forma laminar, en grups petits de cristalls, en boles arrodonides i en incrustacions. Té una duresa 3 a l'escala de Mohs, la mateixa que la de la calcita. No té exfoliació, i la seva fractura és semiconcoidal o desigual.
Al tractar-se d'un mineral que conté mercuri, cal rentar-se sempre les mans després de manipular-lo. Cal evitar la inhalació de pols quan es trenca. Mai llepar-lo o ingerir-lo, i no escalfar-lo en un ambient sense ventilació perquè emet vapors tòxics de mercuri.

## Formació i jaciments
Es troba en els dipòsits de mercuri formats sota condicions de baixa temperatura prop de la superfície. Es troba associada a altres minerals com cinabri, mercuri, wurtzita, estibina, marcassita, realgar, calcita, barita, calcedònia i hidrocarburs.

## Varietats
- La guadalcazarita és una varietat que conté fins a un 4% de zinc, amb fórmula (Hg,Zn)S. És originària del municipi de Guadalcázar (San Luis Potosí, Mèxic), tot i que també se n'ha trobat a Fenghuang (Hunan, República Popular de la Xina).[5]
- La kittlita és una varietat que conté seleni.[6]
- La leviglianita és una altra varietat que conté zinc, trobada a Stazzema (Lucca, Itàlia).[7]
- L'onofrita és una varietat que conté fins a una part seleni per cada cinc de sulfur, trobada originàriament a San Onofre (Zacatecas, Mèxic).[8]
- La saukovita és una varietat que conté cadmi.[9]